# Job Seaburne May
Job Seaburne May (Amsterdam, 18 maart 1765 - Rotterdam, 21 januari 1827) was een Nederlandse marineofficier die zowel in dienst was van de Republiek der Zeven Verenigde Nederlanden als het Verenigd Koninkrijk der Nederlanden.

## Biografie

### Carrière in Staatse dienst
Job Seaburne May werd geboren als een zoon van William May en Francis Lee in Amsterdam. Zijn grootvader was John May, een Engelse scheepstimmerman uit Chatham die zich omstreeks 1727 in Amsterdam had gevestigd. De vader van Job May diende bij de admiraliteit als kapitein-ter-zee en op veertienjarige leeftijd trad hij in de voetsporen van zijn vader als adelborst. Hij maakte nog datzelfde jaar, in 1779, zijn eerste zeereis onder het commando van Lodewijk van Bylandt-Halt. Tijdens deze reis raakte het Nederlandse vlooteskader slaags met de Engelsen die de koopvaarders wilden doorzoeken.
Op 19 maart 1782 slaagde May voor zijn luitenantsexamen en kort daarop werd hij benoemd tot luitenant-ter-zee op het schip de Medea. Hierna volgden nog enkele andere benoemingen. Zo diende hij in 1789-1790 onder viceadmiraal Jan Hendrik van Kinsbergen op de Noordzee en May bouwde in deze periode een nauwe band op met Van Kinsbergen. Het eerste echte commando kreeg hij in 1792 toen hij het bevel kreeg over de korvet Lynx. Nadat de stadhouder in 1795 op de vlucht sloeg na de Franse invasie in de Nederlanden van dat jaar weigerde May een eed aan het nieuwe bewind af te leggen en week net zoals zijn vader uit naar Emmerik.

### Ballingschap
Nadat de rust in de Nederlanden enigszins was teruggekeerd vestigde May zich weer in Amsterdam. Hij meldde zich op vrijwillige basis aan bij de Royal Navy voor de Brits-Russische expeditie naar Noord-Holland van 1799 en diende hij op het Britse fregat Circe. Na het falen van de expeditie voer May mee naar Engeland. In 1800 werd hij aldaar aangesteld als kapitein-ter-zee op het schip Amphitrite dat onderdeel uitmaakte van het privélegertje van de ex-stadhouder. Bij een van zijn reizen trouwde May in 1801 in het Ierse Clonmel met Ann Brander, de dochter van de Britse consul in Lissabon.

### Periode in Amsterdam

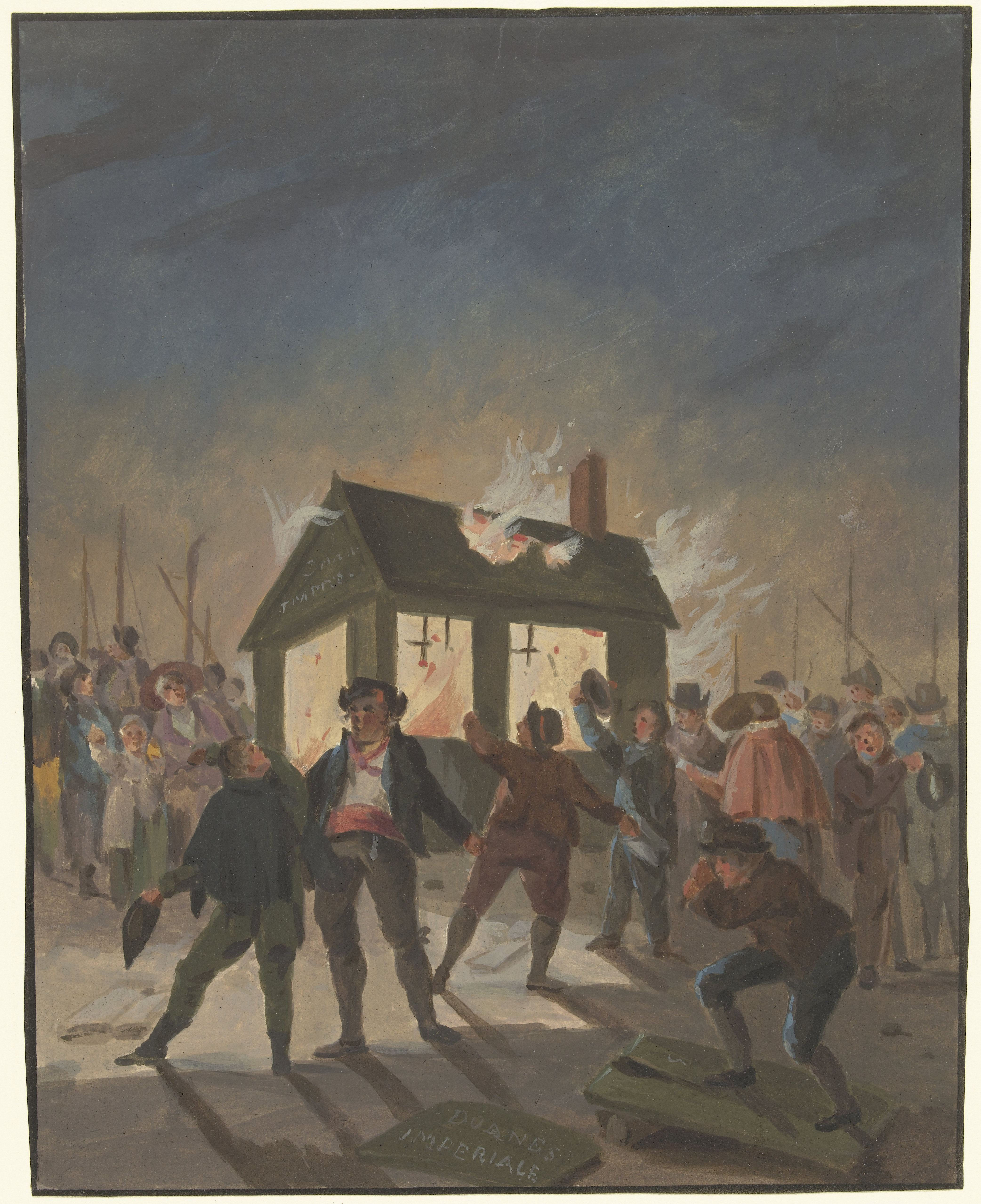
Een douanehuisje in Amsterdam wordt in brand gestoken, anonieme tekenaar. Collectie Rijksmuseum Amsterdam.

Na de Vrede van Amiens in 1802 kwam er een generaal pardon van de Bataafse Republiek waardoor May en zijn bemanningsleden konden terugkeren naar Nederland. Na zijn terugkeer voorzag hij in zijn levensonderhoud door iets met commerciële betrekkingen te doen. Dit deed hij met succes, want in 1809 kocht May een huis aan de Nieuwe Prinsengracht. Na de Inlijving van het Koninkrijk Holland werd hij door de Franse politie opgepakt vanwege mogelijke contacten met de Britten. De Fransen slaagden er niet in deze beschuldigingen hard te maken waardoor hij na drie maanden weer werd vrijgelaten.
Hierdoor groeide hij uit tot een hevige hater van het Franse bewind en hij speelde dan ook een belangrijke rol bij de gebeurtenissen in Amsterdam tijdens de Omwenteling van 1813. Hij was de aanvoerder van de "bijltjes" die op 15 november 1813 een aantal douanehuisjes in de stad in vlam zetten. Een dag later werden ook de Franse kassen en wapenvoorraden geplunderd en werden de gevangenissen opengebroken.

### Terugkeer bij de Marine
Gijsbert Karel van Hogendorp benoemde hem na de gebeurtenissen in Amsterdam tijdelijk tot schout-bij-nacht en met een pink zeilde hij vervolgens naar Londen om prins Willem Frederik van Oranje-Nassau de soevereiniteit over Nederland aan te bieden. Deze gaf hier meteen en op 7 december volgde May's benoeming tot secretaris van de commissaris-generaal van de Marine Joan Cornelis van der Hoop. May was op 29 maart 1814 ook lid van de Vergadering van Notabelen waarbij de nieuwe Nederlandse grondwet werd aangenomen.
Als secretaris bij de Marine was May betrokken bij de reorganisatie van dit legeronderdeel en was hij verantwoordelijk voor het samenstellen van korps van zeeofficieren. Per 1 januari 1815 verliet hij zijn bestuurderspost en werd May commandant-directeur der Marine van het departement Maze. Hij vestigde zich vervolgens ook in Rotterdam. May maakte de eerste plannen van de komst van het Kanaal door Voorne die in 1827 doorgang zouden vinden. Ook was hij zeer geïnteresseerd in de mogelijkheden van stoomschepen. Vanaf 1820 klaagde hij met enige regelmaat over zijn gezondheid. May had te kampen met reuma en had last van zijn hart. Hij overleed in 1827 na "herhaalde toevallen van beroerte".